# سیمرغ
سیمُرغ نام یک پرندهٔ اسطوره‌ای-افسانه‌ای ایرانی است. شاید بتوان سیمرغ را از مهم‌ترین موجودات در ادبیات پارسی برشمرد. دانشمندان زیادی از دیرباز به این پرنده در اساطیر ایرانی و شباهت‌های آن با مرغان دیگری همچون: شاهین، گرودای هندی، وارغن، کرشیفت، امرو و کمروی اوستایی، چمروش و کَمَک در ادبیات پهلوی، عنقای عربی، هما و ققنوس در ادب پارسی، فونیکس یونانی، انزوی اکدی و سیرنگ در ادبیات عامیانه پرداخته‌اند.
او نقش مهمی در داستان‌های شاهنامه دارد. کُنام (آشیانه) او کوه اسطوره‌ای قاف است. دانا و خردمند است و به رازهای نهان آگاهی دارد. زال را می‌پرورد و همواره او را زیر بال خویش پشتیبانی می‌کند. به رستم در نبرد با اسفندیاررویین‌تن یاری می‌رساند. جز در شاهنامه دیگر شاعران پارسی‌گوی نیز سیمرغ را چهرهٔ داستان خود قرار داده‌اند. از جمله منطق الطیر، عطار نیشابوری نیز از آن دسته‌اند.

## ریشه نام سیمرغ
نام سیمرغ از دو واژهٔ marɘγo.saena تشکیل شده است که بخش نخست (marɘγo) به مرغ و بخش دوم (saena) به سی تبدیل شده که قاعدهٔ قلب آن را به شکل سی‌مرغ درآورده است.
ریشه واژهٔ سی به معنای عقاب بوده و در نام «سیندخت» در شاهنامه باقی مانده است.
سیمرغ (سیرنگ) پرنده‌ای شگرف و اسطوره‌ای است که جلوه‌های متفاوت و خارق‌العاده در عرصهٔ افسانه، حماسه، فلسفه، عرفان، پزشکی و به‌طور کلی در فضای فرهنگ ایرانی داشته است. سیمرغ واژه‌ای فارسی و مخفف «سین مرغ» است که در اوستا به صورت «مرغوسائنو» و در «پهلوی» «سین موروک» نامیده شده است. مرغو به معنی مرغ و سئنه یعنی شاهین یا عقاب. «سائنو» ظاهراً در ایران باستان نام یکی از حکمای معروف نیز بوده که با جایگاه سیمرغ ارتباط دارد.
در افسانه‌ها و قصه‌های ایرانی نیز، هدهد سلیمان ۳۰ پرنده را با خود به منطقه‌ای می‌برد و سیمرغ درست می‌شود (داستان هدهد سلیمان و سیمرغ).

## سیمرغ در دوره ساسانی

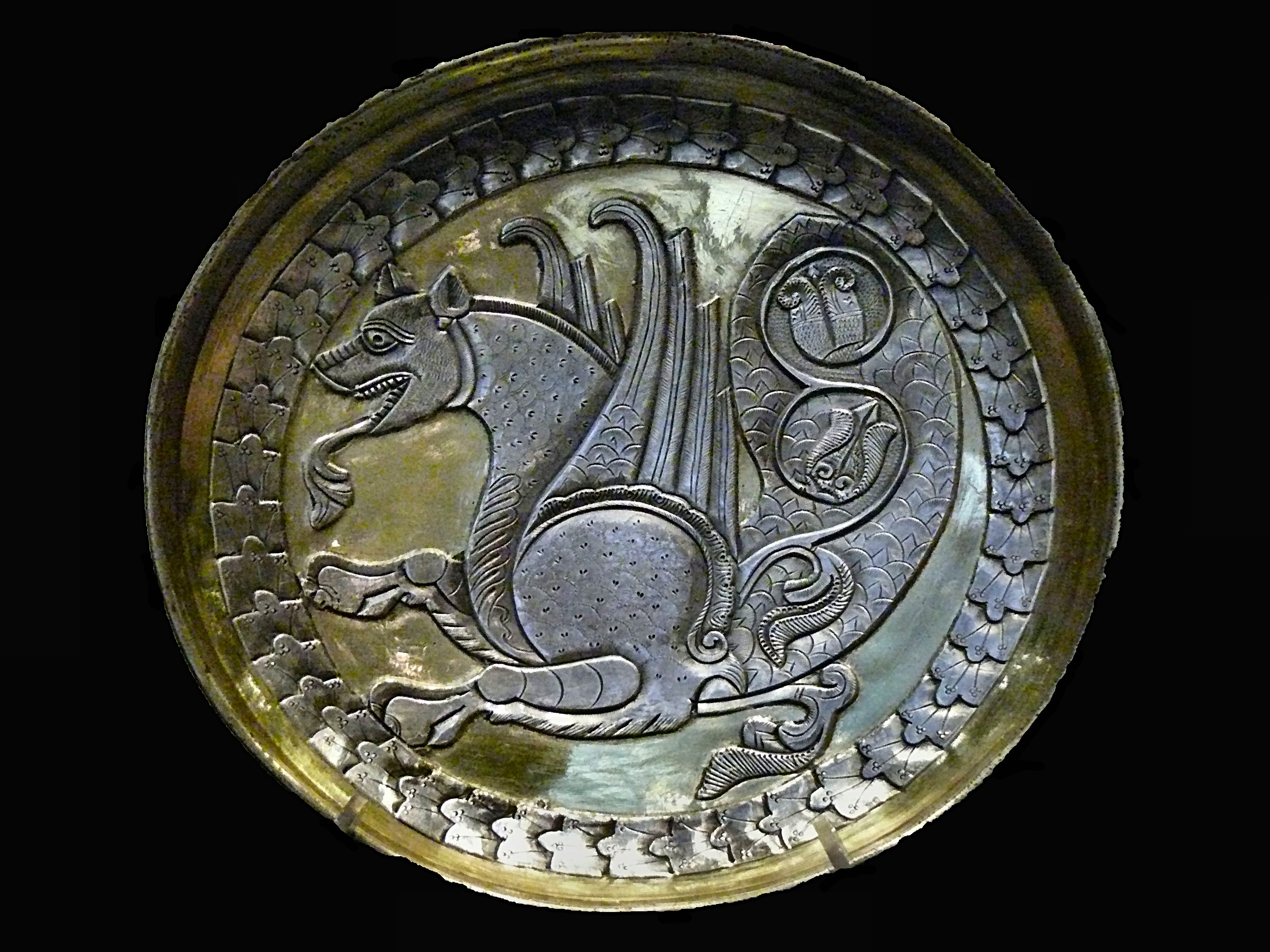
نشان ایرانی سیمرغ ساخته شده در ۱۶۳۴ سال پیش در شاهنشاهی ساسانی؛ اکنون در موزه بریتانیا

نشان سیمرغ نگاره‌ای‌ست با ساختاری پیچیده؛ مرغی افسانه‌ای با دُم طاووس، بدن عقاب و سر سگ و پنجه‌های شیر در نماره‌ها و در کتب و نقوش به شکل پرنده‌های شکاری. نشان سیمرغ در دوره ایران ساسانی، بر بسیاری از جام‌ها و ظرف‌ها نقش بسته و شاید نشان رسمی شاهنشاهی ایران بوده باشد. نگاره‌های کشف شده بر بخش غربی دیوار افراسیاب، در شهر سمرقند، شاه یا شاهزاده‌ای را نمایش می‌دهند که همان طرح، همانند جامه خسرو پرویز بر دیوار طاق بستان، روی جامه‌اش نقش بسته. پژوهشگر نگاره‌های دیوار افراسیاب،  مارکوس موده، (استاد انستیتوی باستان‌شناسی و هنر شرقی دانشگاه مارتین لوتر آلمان) در پژوهش خود یادآور شده که به دلیل وجود این نگاره بر پیکره خسرو بر طاق بستان، ممکن نیست نشانی ساده بوده باشد، او همچنین شبیه بودن کلاه در این دو پیکره را دلیل دیگری بر مهم بودن شخصیت گمنام نقش بسته بر دیوار افراسیاب می‌داند و در ادامه به این نتیجه رسیده که نگاره سیمرغ، به احتمال بسیار پیکر یزدگرد سوم آخرین شاه ساسانی را نشان می‌دهد، چون تاریخ تقریبی ساخت آن نگاره‌ها با سال‌های پایانی شاهنشاهی ساسانی منطبق، و همچنین از میان یکصد پیکره نقش بسته بر آن دیوار، تنها یک نفر جامه‌اش به این نشان آراسته است. جامه ابریشمی (یا کفتان) دیگری از پایان دوره ساسانی در موزه سرنوچی پاریس با همان نقش به نمایش گذاشته شده. شماری تکه پارچه ابریشمی، کاشی‌ها و ظرف‌های سیمین و زرین آن دوران نیز، سیمرغ را در همان قالب و همان نقش نشان می‌دهند.

## پیشینه
پیشینه حضور این مرغ اساطیری در فرهنگ ایرانی به دوران باستان می‌رسد. آنچه از اوستا و آثار پهلوی بر می‌آید، می‌توان دریافت که سیمرغ، مرغی است فراخ‌بال که بر درختی درمان‌بخش به نام «ویسپوبیش» یا «هرویسپ تخمک» که در بردارندهٔ تخمهٔ همهٔ گیاهان است، آشیان دارد. در اوستا اشاره شده که این درخت در در دریای «و روکاشا» یا «فراخکرت» قرار دارد. کلمهٔ سیمرغ در اوستا به صورت «مرغ وسئن» آمده که جزء نخستین آن به معنای «مرغ» است و جزء دوم آن با اندکی دگرگونی در پهلوی به صورت «سین» و در فارسی دری «سی» خوانده شده است و به هیچ وجه نمایندهٔ عدد ۳۰ نیست؛ بلکه استعاره‌ای است از تعداد مشخص پرندگان دانا (از حوادث غیب) و گاهی معنای آن همان نام «شاهین» می‌شود. شاید هدف از این واژه (سی) بیان صفت روحانیت آن مرغ بوده است.
سیمرغ پس از اسلام هم در حماسه‌های پهلوانی هم در آثار عرفانی حضور می‌یابد. سیمرغ در شاهنامهٔ فردوسی دو چهرهٔ متفاوت یزدانی (در داستان زال) و اهریمنی (در هفت خوان اسفندیار) دارد؛ زیرا همهٔ موجودات ماوراء طبیعت نزد ثنویان (دوگانه پرستان) دوقلوی متضاد هستند. سیمرغ اهریمنی بیشتر یک مرغ اژدهاست، فاقد استعدادهای قدسی سیمرغ یزدانی است و به دست اسفندیار در خوان پنجمش کشته می‌شود. البته عده‌ای این تضاد را برآمده از اختلافات دینی اسفندیار با خاندان رستم می‌دانند. اسفندیار از پیروان دین زردشت است و رستم به عقاید پیشازردشتی ایمان دارد. تقریباً هرآنچه پیش از زردشت اهورایی است، در دین زردشتی، اهریمنی محسوب می‌شود. سیمرغی هم که همیشه به یاری خاندان رستم می‌آید، در خوان پنجم، با هیبتی اهریمنی، مانع اسفندیار و گسترش دین او می‌شود. ناگفته نماند سیمرغ، در دین بهی پسازرتشتی، دوباره وجه مثبت و اهورایی خود را به دست می‌آورد.
سیمرغ مظهر «خرد» تمام و بی‌نقص است که پاسخ تمام پرسش‌ها را در خود دارد، و اسفندیار فره ایزدی دارد و رسالت انتشار مذهب بر دوش اوست که در مسیر تعالی خود سیمرغ را از میان برمی‌دارد. اسفندیار با وجودی که فرهٔ ایزدی دارد و مرتکب گناهی نمی‌شود ولی شخصیت نیکی در شاهنامه ندارد چنان‌که با حیله پس از هفت خوان راهنمای خود را می‌کشد، در قیاس با رستم که وفای به عهد می‌کند و راهنمای خود در هفت خوان را به پادشاهی مازندران می‌رساند.
ورود سیمرغ یزدانی به شاهنامه با تولد «زال» آغاز می‌شود. «سام» پدر زال فرمان می‌دهد فرزندش را که با موهای سپید به دنیا آمده در صحرا رها کنند تا از بین برود. سیمرغ به سبب مهری که خدا در دلش می‌افکند، زال را به آشیانه می‌برد و می‌پرورد. سرانجام وقتی سام به دنبال خوابی که دیده است به پای البرز کوه (جایگاه سیمرغ) به سراغ زال می‌آید، سیمرغ بعد از وداع با زال پری از خود را به او می‌دهد تا به هنگام سختی از آن استفاده کند. سیمرغ دو جا در شاهنامه کمک‌های مهمی به زال می‌کند. یکی به هنگام به دنیا آمدن رستم که به علت درشت بودن تولدش با مشکل مواجه شده است و سیمرغ با چاره جویی به هنگام، این مشکل را بر طرف می‌کند. دیگری به هنگام نبرد رستم و اسفندیار است که رستم ناتوان از شکست دادن اسفندیار با روشی که سیمرغ به وی می‌آموزد موفق می‌شود اسفندیار را در نبرد مغلوب کند. سیمرغ هم چنین زخم‌های بدن رستم و رخش را درمان می‌کند.
اگرچه در شاهنامه سیمرغ به منزلهٔ موجودی مادی تصویر می‌شود، اما صفات و ویژگی‌های کاملاً فراطبیعی دارد. ارتباط او با این جهان تنها از طریق زال است. به یکی از امشاسپندان یا ایزدان یا فرشتگان می‌ماند که ارتباط گهگاهشان با این جهان، دلیل تعلق آن‌ها با جهان مادی نیست. سیمرغ در دیگر اساطیر فارسی، همچون «گرشاسب‌نامه» اسدی توسی، چهره‌ای روحانی و فرا طبیعی ندارد. اصولاً جز در بخش اساطیری شاهنامه، بعد از اسلام ما متن اساطیری به معنای حقیقی کلمه نداریم، به همین سبب است که سیمرغ تنها با شخصیت و ظرفیت بالقوه تأویل‌پذیری اسطوره‌ایش که در شاهنامه ظاهر می‌شود، به آثار منظوم و منثور عرفانی فارسی راه می‌یابد و از طریق شخصیت رمزی خود در عنصرهای فرهنگ اسلامی جذب می‌گردد. اما روشن نیست که دقیقاً از چه زمانی و به دست چه کسی سیمرغ صبغهٔ عرفانی گرفته است.
پس از شاهنامهٔ فردوسی کتاب‌های دیگری نیز در ادبیات فارسی هست که در آن‌ها نشانی از سیمرغ و خصوصیاتش آمده است. از جملهٔ آن‌ها کتاب‌ها و رساله‌های زیر را می‌توان برشمرد: رسالة الطیر ابن سینا، ترجمهٔ رسالة الطیر ابن سینا توسط شهاب الدین سهروردی، رسالة الطیر احمد غزالی، روضة الفریقین ابوالرجاء چاچی، نزهت‌نامهٔ علایی (از نخستین دانشنامه‌ها به زبان فارسی)، بحر الفواید (متنی قدیمی از قرن ششم که در قرن چهار و پنج شکل گرفته و در نیمهٔ دوم قرن ششم در سرزمین شام نوشته شده است) و از همه مهم‌تر منطق الطیر عطار.
منطق الطیر عطار داستان سفر گروهی از مرغان به راهنمایی هدهد به کوه قاف برای رسیدن به آستان سیمرغ است. هر مرغ به عنوان نماد دستهٔ خاصی از انسان‌ها تصویر می‌شود. سختی‌های راه باعث می‌شود مرغان یکی یکی از ادامهٔ راه منصرف شوند. در پایان، سی مرغ به کوه قاف می‌رسند و در حالتی شهودی در می‌یابند که سیمرغ در حقیقت خودشان هستند. اکثر محققان ادبیات، از جمله «شفیعی کدکنی» بر این باورند که در این داستان، سیمرغ رمزی از وجود حق تعالی است. سیمرغ رمز آن مفهومی است که نام دارد و نشان ندارد. ادراک انسان نسبت به او ادراکی است «بی چگونه». سیمرغ در ادبیات ما گاهی رمزی از وجود آفتاب که همان ذات حق است، نیز می‌شود. ناپیدایی و بی‌همتا بودن سیمرغ، دستاویزی است که او را مثالی برای ذات خداوند قرار می‌دهد.

## پیوندها
- سیمرغ در دانشنامه ایرانیکا، نوشته هانس پیتر اسمیت